# 墓地哀思
《墓地哀思》（義大利語：Dei sepolcri）是意大利诗人乌戈·福斯科洛所创作的一首自由体长诗，共有295句十一音节诗句，1806年写于米兰。彼时拿破仑下令墓地需建造于市郊而不得任意在教堂、房屋附近私设，碑文须经委员会审查。这个法令引发了诗人的反感，认为拿破仑践踏意大利的传统。福斯科洛于是写了这首长诗，献给同时代诗人伊波里多·品德蒙特，以倾谈的形式写成，表达自己对人生的看法。
在诗作中，福斯科洛认为生者和死者情感相通，这种情感是神圣的，“我们常常通过它，与去世的友人生活在一起，而去世的人们也借此与我们同在”。逝者如果没有后来人的挂怀，在坟墓之中也不得安乐，“大自然从坟里传给我们的叹息声”也无人理睬。只有后来人的追思才能让逝者的才德获得新生。诗人接着赞颂了意大利历代伟人，包括马基雅维利、但丁、米开朗琪罗、伽利略、彼特拉克，这些伟人灵魂不亡，“强者的坟墓，激发强者去干一番……并使他们的容身之地，在生命的历程上变得美丽而神圣”。他认为荷马正是从特洛伊城墓穴上获得创作《伊利亚特》的灵感，瞻仰伟人墓穴能够鼓舞人的斗志。诗的末尾，作者号召意大利人效仿先贤，去缔造意大利的明天。全诗表现了爱国主义的精神，也深具逻辑思辨性，在语言上简洁而铿锵有力。